# 悉尼禁苑
禁苑（英語：The Domain）是位于澳大利亞新南威爾士州首府悉尼的開放綠地，面積34公頃。禁苑位于悉尼市中心的東側，緊靠伍爾盧莫盧（烏魯木魯）區。禁苑與悉尼皇家植物園比鄰，兩者同由新州政府環境與遺產局下轄的皇家植物園及禁苑信托管理。禁苑經常舉辦室外音樂會、露天活動以及大型集會和遊行等。

## 歷史

### 初創

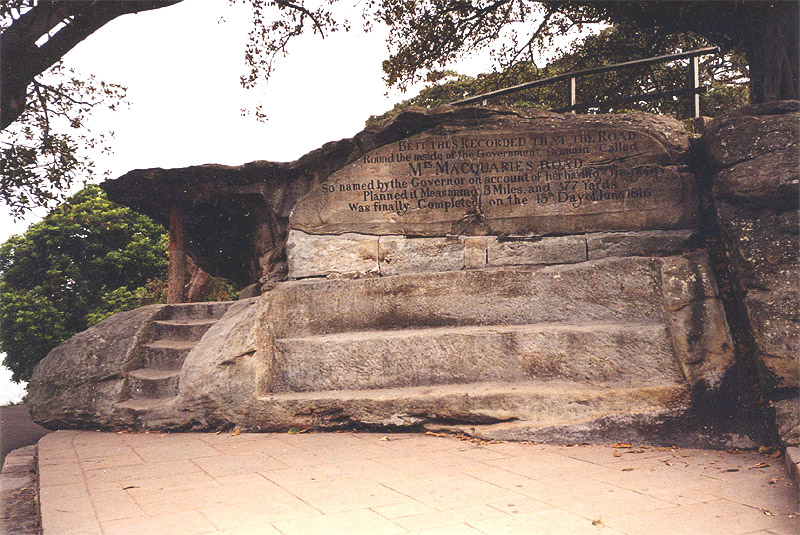
麥覺理夫人座椅（Mrs Macquarie's Chair）於1816年建成

1788年7月，英國派出的第一艦隊殖民船隊到達悉尼灣六個月后，首任新南威爾士總督亞瑟·菲利普在悉尼灣以東的港灣畔設立農場，此灣因此得名“農場灣”。在沿著流入此灣的小溪逆流而上的上游小河谷則被菲利普辟為專由總督獨享的開闊地帶，稱爲“菲利普禁苑”（Phillip Domain）。“Domain"之名來自于西歐封建時代君主或領主自享的地產。菲利普禁苑西起現在悉尼中央的水箱溪（Tank Stream），東至乌鲁木鲁灣（時稱"瓦拉姆拉灣” Walla Mulla）。农场設立時用於種植穀物，但由於此地土壤多沙贫瘠，不久就搬到巴拉馬打。此後20年農場灣地區（土著名“沃坎馬古力”，Woccanmagully）出租給私人耕種。

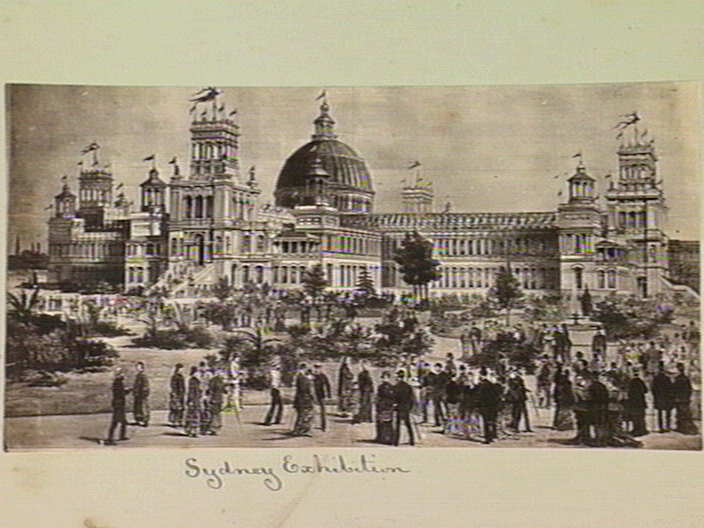
1879年國際博覽會在“花園宮”(Garden Palace）舉行。

雖然在1792年禁苑四周曾挖掘坑道以劃清邊界，但隨著殖民地的發展禁苑的土地逐漸被蠶食。總督威廉·布萊（William Bligh）曾試圖收回禁苑土地，但這成爲了他激起衆怒的政策之一，是導致1808年的“朗姆酒叛亂”的諸多成因之一。
1810年布萊的繼任者勞克倫·麥覺理到任後，立即在總督府花園和總督禁苑四周建起石墻，將其從海德公園分隔開來。1816年6月13日在禁苑北頭建造的麥覺理夫人路完工，將後來成爲皇家植物園的花園與禁苑分隔開，後來這被認爲標誌著悉尼植物園建園。到1817年，禁苑四周完全圈起，四周及苑内道路完工，四周開設數座門，以控制馬車車流。19世紀30年代，禁苑内部的樹木被砍伐，禁苑作爲公共開闊綠地對公衆開放。禁苑成爲悉尼市民散步、野餐的場所。禁苑中心部分的花園（“内禁苑”）後來併入總督花園，而外圍的開闊“外禁苑”成爲了現在的禁苑。
此後，禁苑外圍逐漸被佔用，但仍擔負著作爲皇家植物園的緩衝區的作用。禁苑内的原生植被被砍伐，“菲利普禁苑“的河谷也被填平。原來位于麥覺理街以西的部分後來被政府賣出，所得資金用來修建現在的總督府以及環形碼頭。19世紀，禁苑西部的大片土地被挪用建造政府和公共建築，包括悉尼議會大廈、新南威爾士州立圖書館、海德公園軍營、悉尼鑄幣厰、土地登記局大樓等，在禁苑東部則建造了新南威爾士州立美術館。

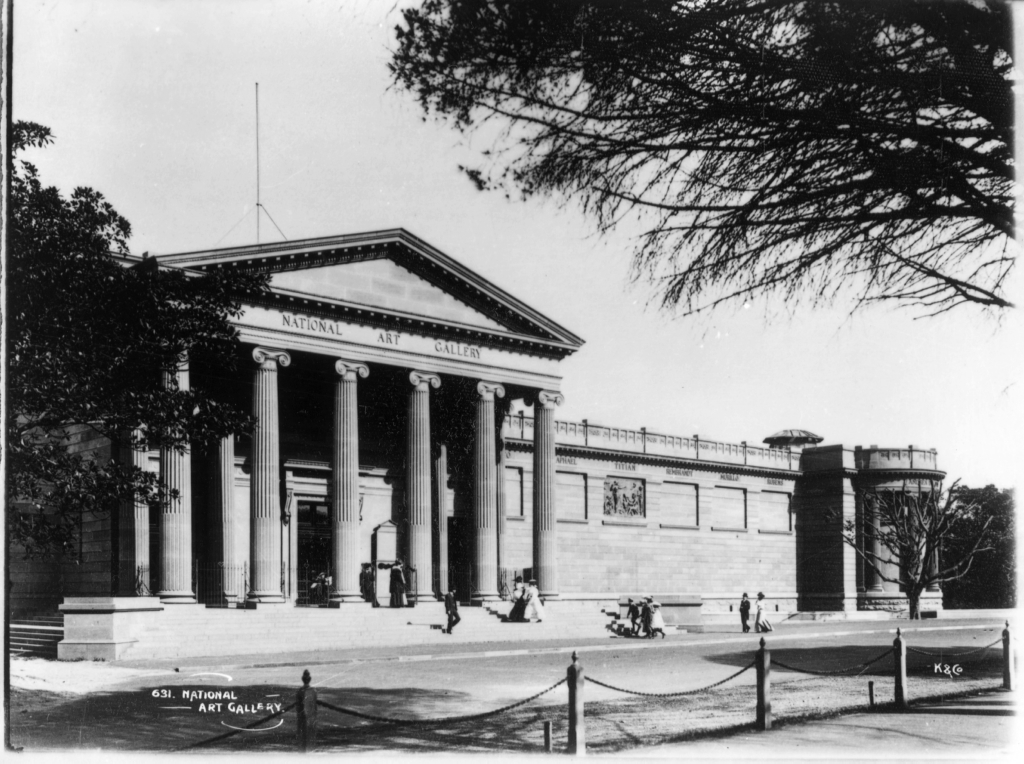
AGNSW (约1900)

### 禁苑板球場
19世紀初年，悉尼的板球賽常在海德公園舉行，在19世紀50年代開始遷至禁苑舉行。1857年1月，新南威爾士板球隊在墨爾本舉行的第一次殖民地間板球賽中險勝維多利亞隊后，曾在禁苑舉行的第二場比賽中主場大勝維多利亞隊。
此後14年中禁苑作爲板球場使用，但即使在當時禁苑也不算高質量場地。比賽用的是凹凸不平的開放草場，而且板球運動員不斷地受到把它當作公共綠地的公衆的干擾。此外，當時禁苑還同時用來放牧牛群，板球運動員在比賽開始前必須先清理牛糞。雖然板球賽經常成爲大事，總督也經常參加，著名運動員會同女士們漫步，但作爲開放場地比賽主辦方無法收取觀衆門票。
1859年，新南威爾士板球協會在此成立，協會立即開始搜尋更好的場地，但直到1862年英國板球隊訪問澳洲時仍沒有結果，因此英國隊對新南威爾士隊的國際比賽即在禁苑舉行。
1864年位于近郊紅厥區專為板球運動設計的阿爾伯特球場建成，但直到19世紀70年代初仍有一級殖民地間比賽在禁苑舉行。

### 後期使用

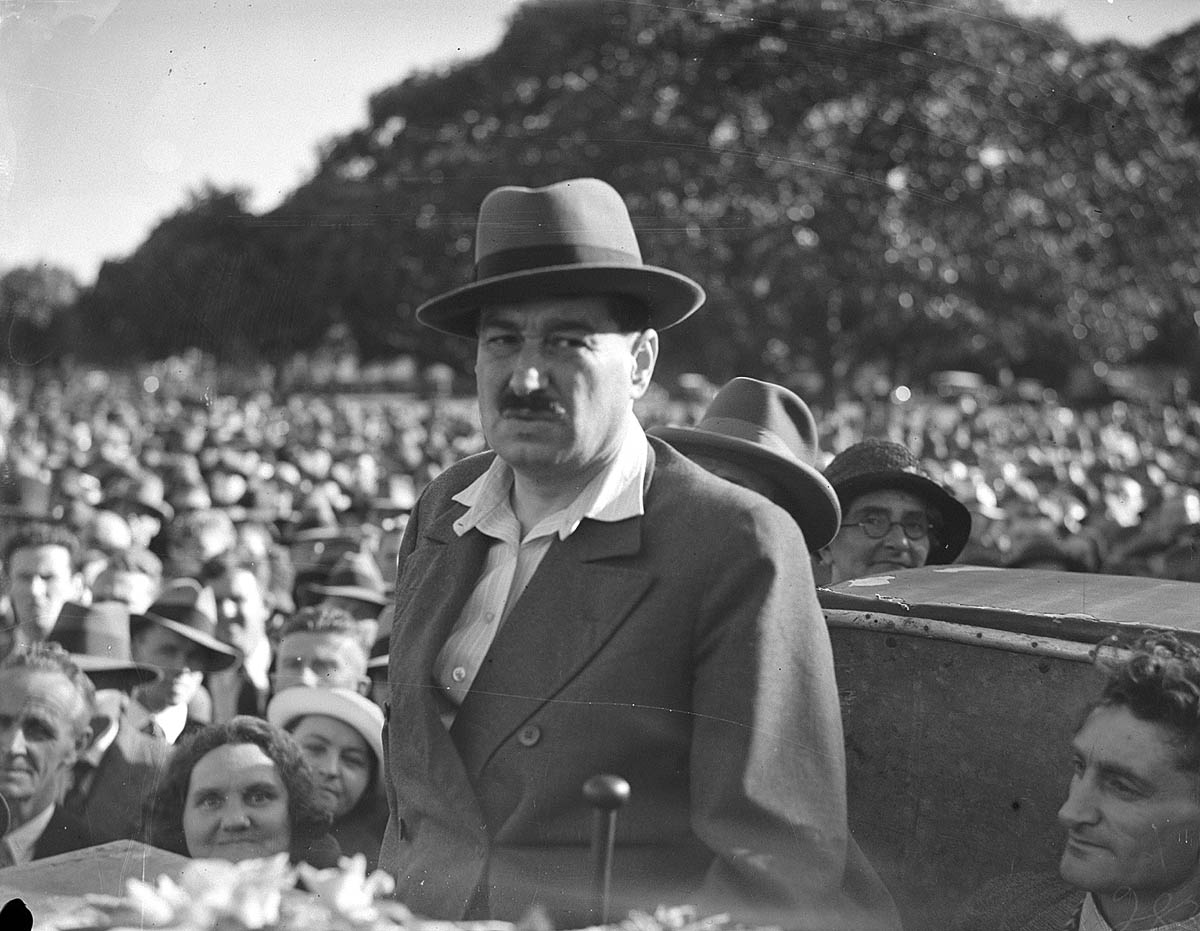
捷克記者埃贡·欧文·基施在禁苑演講

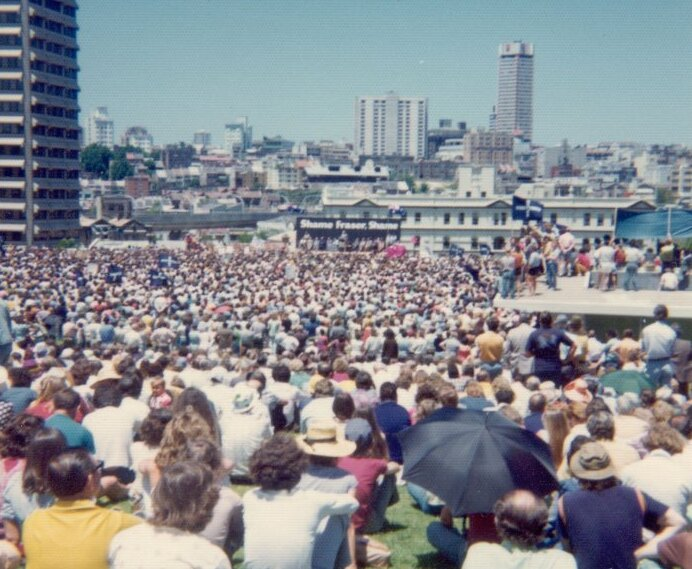
1975年11月24日澳大利亞工黨政策發起集會在禁苑舉行

不再用作板球場后，禁苑也用於軍隊和儀式性活動，並成爲了“肥皂箱”公共演説和政治集會場所。1860年起禁苑在晚上對行人開放，公衆可以在夏日夜晚來此消遣。禁苑被稱爲“不關門的公園”，但較長時間裏馬車仍不可在天黑之後出入禁苑。
悉尼的發展為禁苑帶來了壓力。1879年在悉尼舉辦國際博覽會時，在禁苑内建造了巨大的鋼木結構玻璃「花園宮」作爲展館。展館佔據了禁苑的很大一部分，後來在1882年燒毀，其原址後來划入了皇家植物園，現在僅有原來的園區大門和一些室外雕塑尚存。
在禁苑進行的著名政治集會包括早期的「棕櫚禮拜日集會」、國際勞動節示威、以及反戰反徵兵示威集會等。1935年2月17日，捷克記者埃贡·欧文·基施對聚集在禁苑的18,000名觀衆發表演講，針對希特勒的納粹政權發出警告。當時的澳大利亞政府懼怕柯什的言論會挑起國際和國内爭議，曾試圖阻止他入境。1975年11月24日，在1975年憲政危機中被總督罷免的總理惠特拉姆在禁苑舉行選戰發起活動，前來參與集會的民衆多達三萬，以致禁苑無法容納所有參與者。

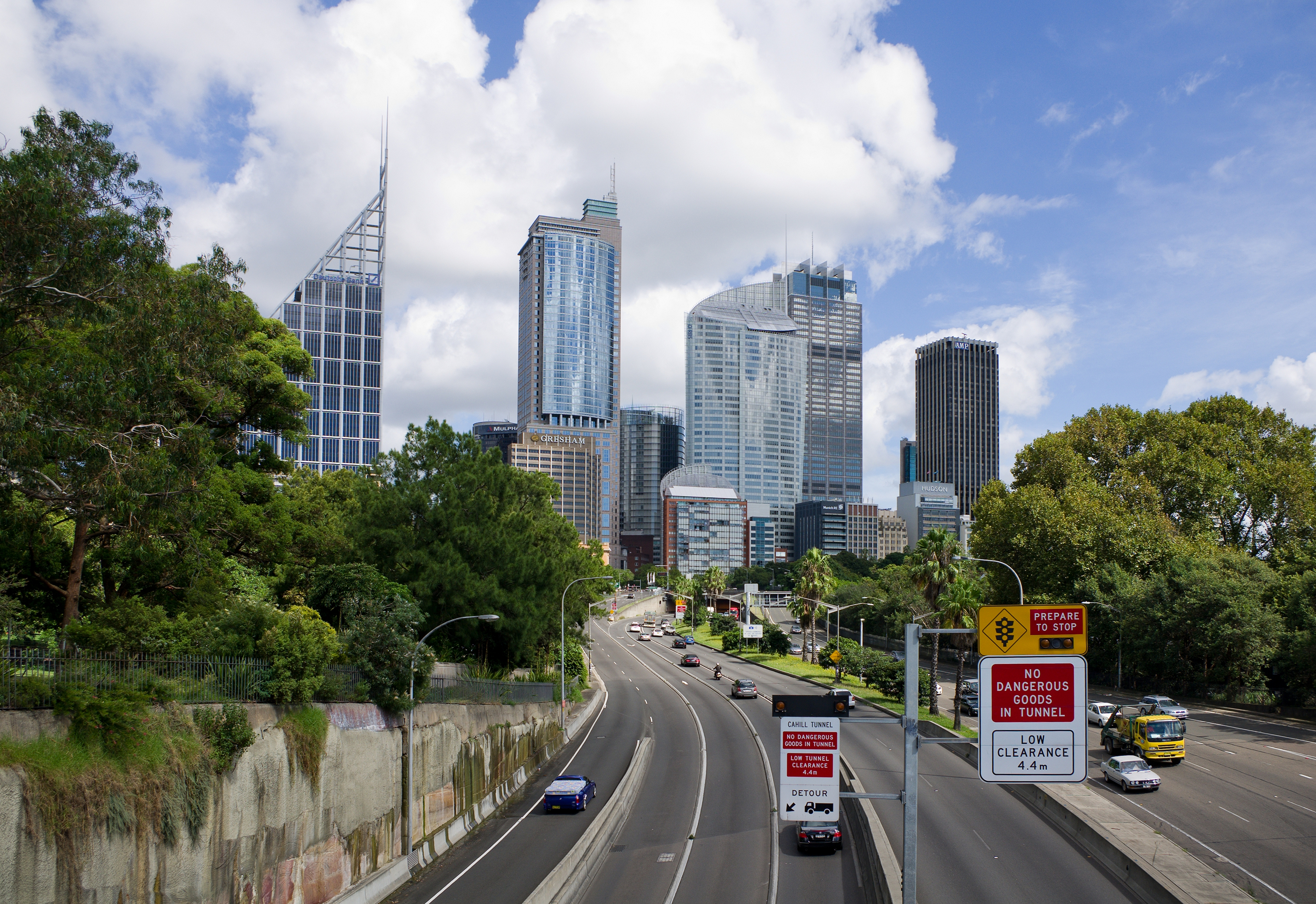
卡爾高速公路（Cahill Expressy）穿過禁苑的部分

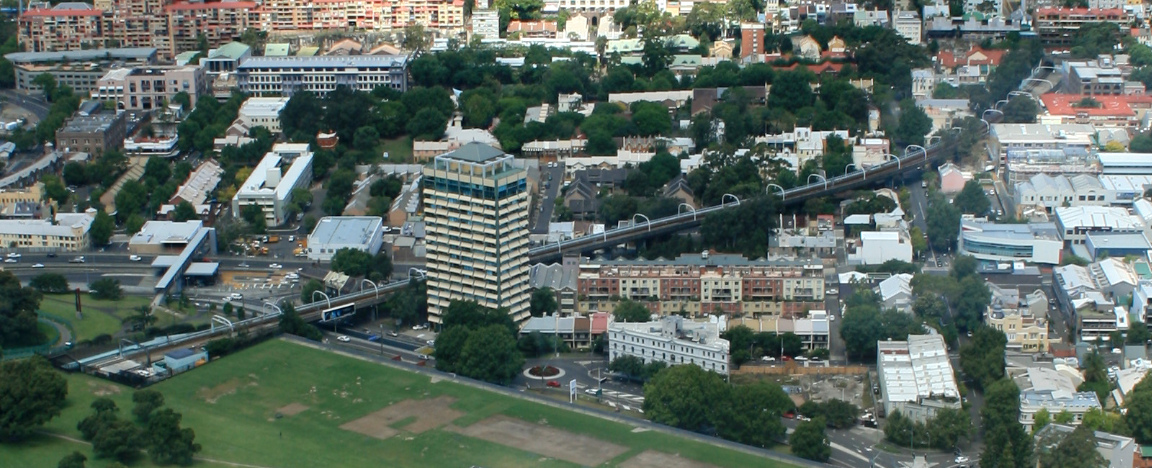
东区火车线铁路隧道在禁苑东端结束，铁路回到地面后成为高架铁路穿越乌鲁木鲁区。

近年來，由於悉尼的車輛迅速增加，在禁苑建造了兩項大規模的工程。1959年，在禁苑地下建造了禁苑停車場，並有移動步道穿過禁苑，連接停車場和在附近道路上的行人進出口：這也是悉尼最長的移動步道。1952年，作爲悉尼港大橋東向分流道路的一部分，禁苑北面、東面的小路被改造成了下沉公路，成爲卡爾高速公路（Cahill Expressy）的一部分，高速公路佔據了禁苑的部分面積並將禁苑與皇家植物園分割開來。公路建成后，從大橋南下的車輛經過皇家植物園西側的隧道后在此轉爲東西向的露天道路，經隧道穿過禁苑東側后由禁苑東面的山坡出隧道，沿著禁苑東側南下。20世紀70年代又在禁苑南部地下建造了東區火車綫的隧道。
現在的禁苑面積34公頃，仍舊是悉尼市民和外地遊客休息、遊覽的重要地點。每天中午，禁苑内隨處可見跑步健身者，其草坪則被用於附近公司職員組織的足球和接觸式橄欖球比賽。

## 景觀

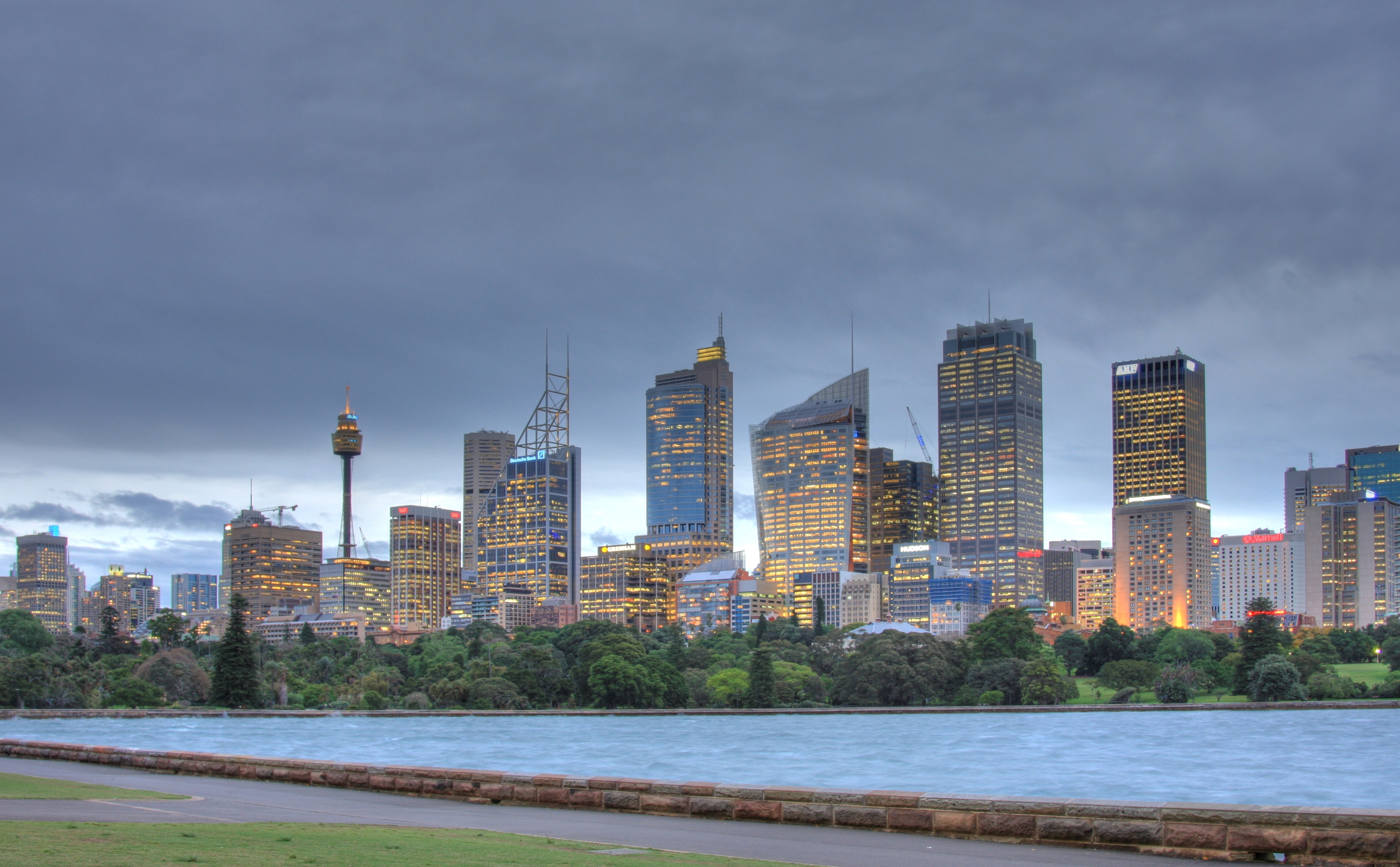
從禁苑北端的麥覺理夫人角望向日落時的悉尼天際綫

現在的禁苑南起聖瑪麗路，聖瑪麗座堂以北、海德公園東北，北至悉尼港上的麥覺理夫人角（Mrs Macquarie's Point）。整座園區被一條南北向的道路（美術館路、麥覺理夫人路)和東西向的卡爾高速公路（Cahill Expressway）大致分爲三部分。禁苑大致佔據這兩條道路的西南、東南和東北三部，西北側是皇家植物園。此外，在皇家植物園的西墻外，有一條狹窄的綠地走廊，向北延伸至靠近悉尼歌劇院的高地，這塊綠地也是禁苑的一部分。

### 西南：菲利普區域

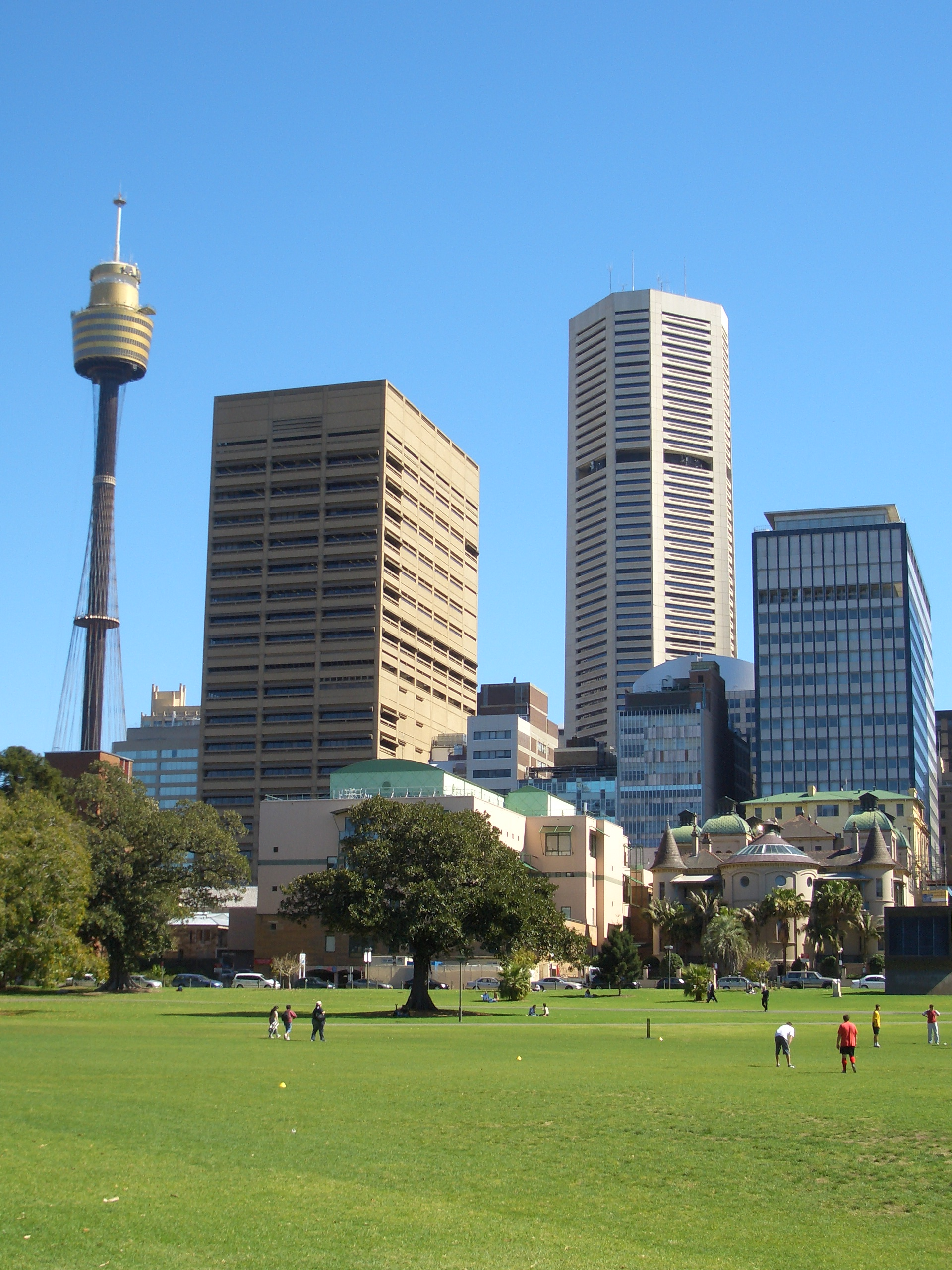
菲利普區域的開放草地接近悉尼市中心的金融區，是熱門的運動場所

禁苑在美術館路以西、卡爾高速公路以南的部分是規模較大的開闊草地，東面和南面有成熟樹木圍繞。此區域稱爲“菲利普”，取自亞瑟·菲利普。草地上有幾條步道穿越，東北角有名為”Pavilion on the Park“的餐館。麥覺理街上的公共機構（包括悉尼醫院、議會大樓和州圖書館）的後部都面向禁苑的這部分。由於從悉尼的金融區通過穿越這些公共機構的小徑可以方便到達這片園區，這裡是市中心職員休息、鍛煉和進行體育運動的熱點。這片開闊地域經常舉行集會和活動。在夏天，草地的南端會搭起臨時舞臺，供露天音樂會和其他活動使用，草地就變成觀衆席。這塊禁苑的北面是卡爾高速公路的露天路段，但路面下沉在禁苑地面之下。
”演説角“（Speakers Corner）是一処專門辟出的演説場地，位于此區域的東北部，靠近州立美術館。此區域正式成立于1878年，歷史上是重要的集會地，任何人都可以無需通知即來到此處發表關於任何題目的演説，但也經常會被持相反觀點的人嗆聲。歷史上這裡是悉尼言論自由的焦點之一。雖然現在已基本不再使用，演説角的用途經立法確認，此處的鋼制演講台（刻有曾在此演説的著名演説者名字）在星期日下午仍有時會吸引演說者到來。

### 東南：月牙彎區域

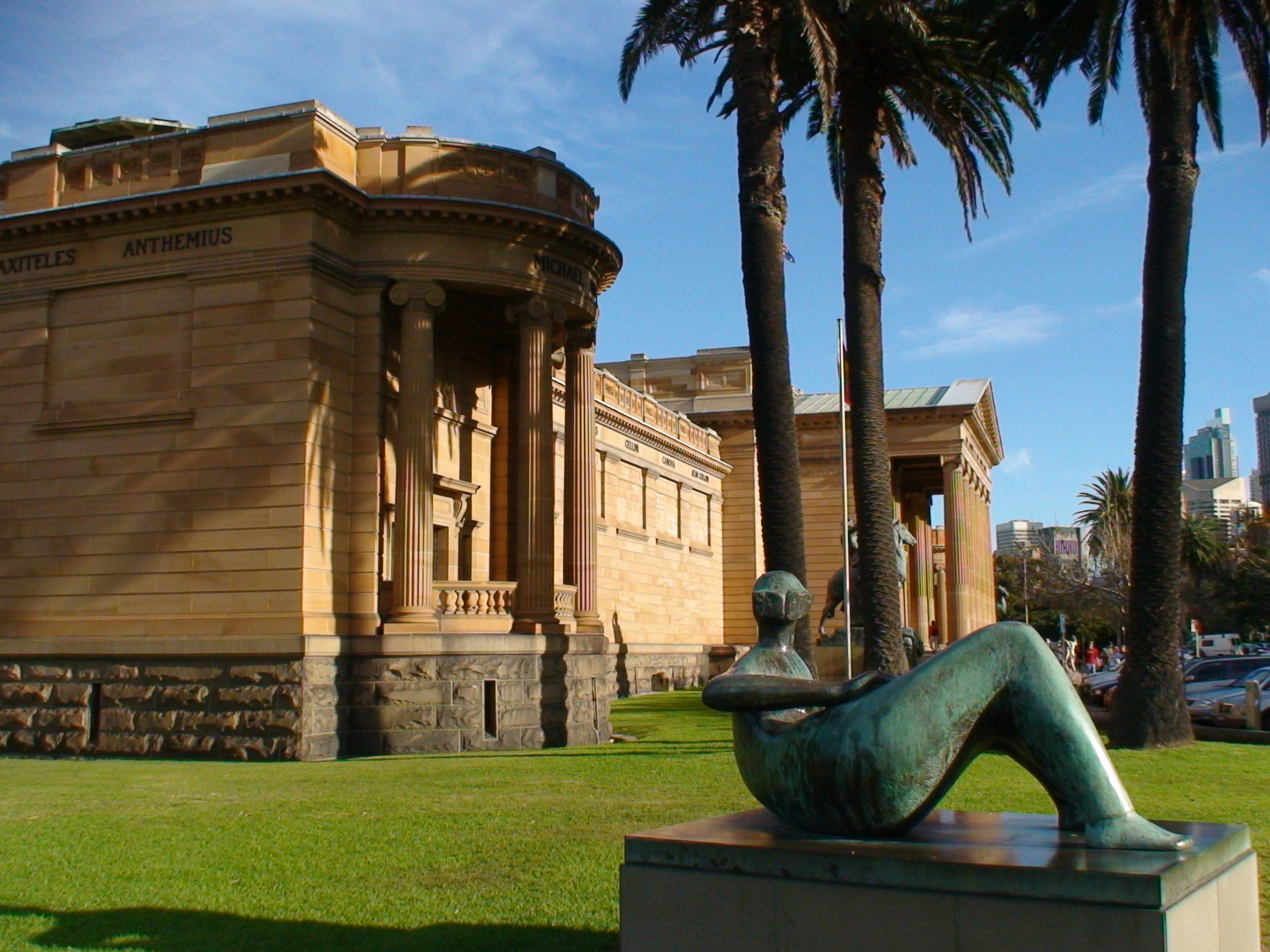
新南威爾士美術館位于月牙彎區域，這一區域裏有許多室外藝術品點綴

禁苑在美術館路以東、卡爾高速公路以南和以西的部分在東面是坡度較高的山坡，連接地勢低許多的烏魯木魯區（Woolloomooloo）。這塊區域稱爲“月牙彎區域”（Crescent Precinct），得名于山坡下的“約翰·楊彎路”（Sir John Young Crescent）。禁苑的這一區域最矚目的是新南威爾士州立美術館（Art Gallery of New South Wales）。美術館面向美術館路処是古典復興式的正立面，後面則有現代式的新翼在東面的山坡上展開。美術館路南端，在阿爾伯特親王路、學院路和聖瑪麗路交匯処是禁苑的正式入口，這裡有一幢歷史門房。此區域的東南部是球場，建在禁苑停車場（Domain Car Pak）頂上。
禁苑停車場是一座可容納1,130輛車位的半地下停車場，主要使用者是美術館訪客、參加禁苑内活動的觀衆，以及内城區職員。禁苑停車場内置一條207米長的移動步道，可將車主自動送到海德公園北端。這可能是南半球最長的自動步道，据稱世界排名第三。

### 東北：麥覺理夫人岬角

從麥覺理夫人角望向悉尼歌劇院和悉尼港大橋的標誌性風景；前方農場灣内小船正在聚集，等候新年的跨年焰火

州立美術館以北，美術館路跨過卡爾高速公路，禁苑以一小段覆蓋在高速公路上的綠地的形式向北延伸，連接月牙彎區域與北面位于麥覺理夫人岬角（Mrs Macquarie's Point）的“于容區域”（Yurong Precinct）。這段禁苑綠地非常狹窄，其西隔開道路就是皇家植物園，其東是烏魯木魯灣的水域。再往北，禁苑佔據了麥覺理夫人角的整個半島，西臨農場灣，東瀕烏魯木魯灣。從麥覺理夫人角西望，是悉尼歌劇院伴隨著悉尼港大橋這一標誌性景觀，因此麥覺理夫人角是遊客和攝影愛好者的熱門目的地。
位于麥覺理夫人角頂端的麥覺理夫人座椅（Mrs Macquarie's Chair）是在岬角上的岩石上雕出的座椅，是為總督勞克倫·麥覺理的夫人建造的，麥覺理夫人經常在這裡眺望港中來往的船隻。座椅上方有刻字，紀念1816年6月13日麥覺理夫人路竣工。
麥覺理夫人角的西坡上，有一道石梯連接農場灣岸和岬角頂部的麥覺理夫人路，稱爲“艦隊梯”（Fleet Steps），得名于美國海軍的大白艦隊，建于1908年該艦隊到訪悉尼時。伊麗莎白二世女王首次訪問悉尼時就是在此上岸的，在這裡刻有紀念牌。這道石梯經常用於舉辦室外活動，在此可觀賞歌劇院和港橋的景觀。
麥覺理夫人角的東側，靠近烏魯木魯灣処有一処室外游泳池（安德魯·"男孩”·查爾頓泳池）（Andrew (Boy) Charlton Pool）

### 西北：塔碧亞區域

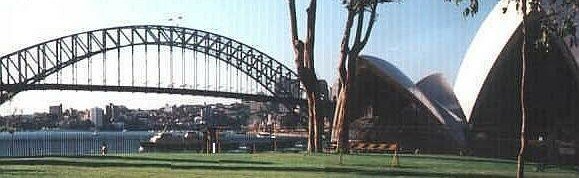
從塔碧亞區域望向大橋和歌劇院

與禁苑其他區域之間被卡爾高速公路割斷的是一條狹窄的開放綠地，沿著麥覺理街東側、皇家植物園的西側佈置，其北端地勢逐漸升高，延伸至貝内朗岬角（Bennelong Point）附近的高地。這塊高地隔開一道峭壁俯瞰悉尼歌劇院的前庭廣場。這塊區域命名為“塔碧亞區域”（Tarpeian Precinct），得名於與此處的峭壁有些類似的羅馬卡比托利歐山俯瞰古羅馬廣場的“塔碧亞岩”。這塊不大的綠地有大樹點綴，並擁有俯瞰環形碼頭、港橋和歌劇院的景致。新南威爾士總督府就在這塊區域的東南。

## 活動

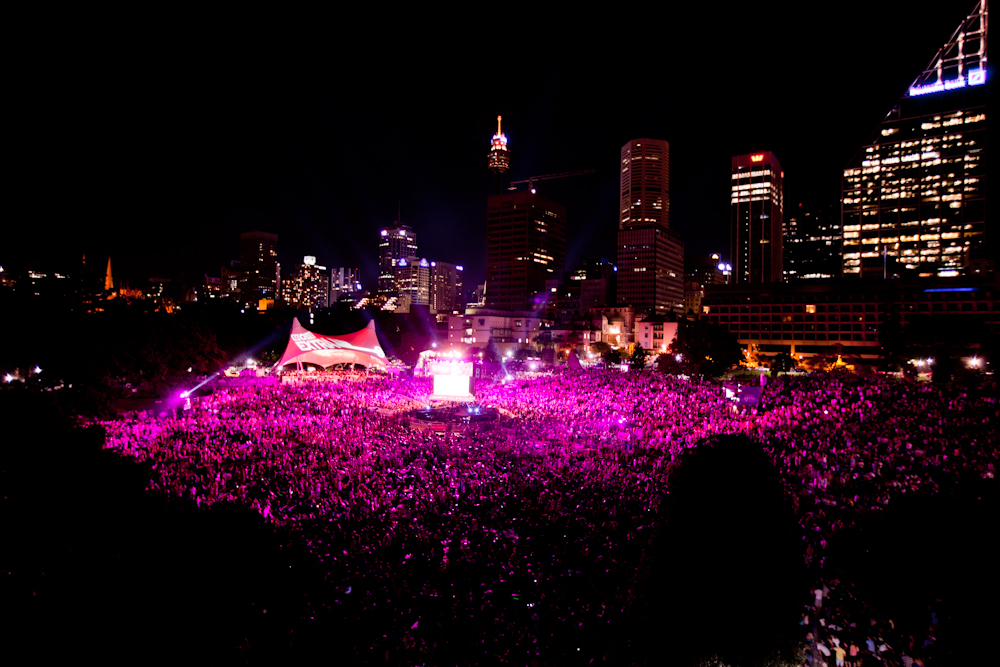
Tropfest短篇電影節時，禁苑的草地上擠滿觀衆

現在的禁苑每年都會舉辦一系列大型活動，特別是12月至1月的暑期，以及作爲悉尼節藝術節的一部分。最吸引觀衆的活動包括臨近聖誕節時舉辦的“禁苑聖誕歌”音樂會，“家焙”音樂節（Homebake）、Tropfest短篇電影節、“禁苑交響樂”、“禁苑爵士樂”以及“禁苑歌劇”室外音樂會。此外，每年夏天在艦隊梯會舉辦露天電影院，電影屏幕懸挂在農場灣的水上，觀衆則坐在灣岸上。

### 引用
1. ↑  .   [2009-09-26]. （原始内容存档于2009-07-12）.
2. ↑  . ESPNcricinfo. ESPN Inc.  [22 November 2013]. （原始内容存档于2018-09-11）.
3. ↑  . ESPNcricinfo. ESPN Inc.  [22 November 2013]. （原始内容存档于2018-08-14）.

### 書目
- Pollard, Jack (1990) Australia In: Test Match Grounds London: Willow Books
- Vamplew, Wray; Moore, Katharine; O’Hara, John; Chashman, Richard; and Jobling, Ian [editors] (1997) The Oxford Companion to Australian Sport Second Edition Melbourne: Oxford University Press

## 外部連結
- 皇家植物園與禁苑信托機構 （页面存档备份，存于） - 禁苑管理機構
- 禁苑停車場 （页面存档备份，存于）